# Прапор Владимирської області
Прапор Владимирської області — символ Владимирської області. Прийнято 28 квітня 1999 року.

## Опис
Прапор Владимирської області являє собою червоне прямокутне полотнище зі світло-синьою смугою в ратища у всю ширину прапора, яка становить одну восьму довжини прапора. У середині верхньої частини синьої смуги зображені золоті серп і молот. У середині червоного полотна золоте зображення герба Владимирської області. Ширина зображення герба Владимирської області повинна становити одну третю частину довжини полотнища. Співвідношення сторін прапора — 1:2.
В основу прапора покладено прапор РРФСР.